# Pedro Beck-Gomez
Pedro Beck-Gomez (* 13. August 1992) ist ein brasilianischer Fußballspieler, der zuletzt bis Sommer 2013 für den SSV Jahn Regensburg aktiv war.

## Karriere
Pedro Beck-Gomez wechselte im Winter 2012 aus seiner brasilianischen Heimat Vitória in die U-23 des SSV Jahn Regensburg. Dort machte er in seinem ersten Ligaspiel gleich auf sich aufmerksam, als er einen Hattrick im Spiel gegen den SV Buckenhofen erzielte. Das sollte in der Saison 2011/12 aber sein einziges Spiel für das Landesliga-Team (6. Liga) des SSV Jahn sein, da er sich im selben Spiel verletzte und bis zum Sommer mit einem Muskelbündelriss ausfiel. Im Gegensatz zu seinem Landsmann Ramon Machado de Macedo bekam er im Sommer 2012 keinen Profivertrag und spielte weiterhin in der Saison 2012/13 für die zweite Mannschaft, nach dem Aufstieg jedoch in der Bayernliga.
Am 16. Dezember 2012, dem 19. Spieltag der Zweitligasaison 2012/13, stand Beck-Gomez das erste Mal im Kader der ersten Mannschaft und kam im Auswärtsspiel gegen den MSV Duisburg (2:4) zu seinem Debüt im Profifußball, als er in der 79. Minute für Francky Sembolo eingewechselt wurde. In der gesamten Saison lief er dreimal für die erste Mannschaft auf.
Nach der Saison verließ er den Verein und wechselte zu einer unbekannten Mannschaft.